# Le montagne volanti
Le montagne volanti (Tales of the Flying Mountains) è una raccolta di racconti di fantascienza di Poul Anderson pubblicata nel 1970.
Concepito come un ciclo di fantascienza epica, è composto da sette racconti brevi separati da dei brevi interludi e incorniciati da un prologo e un epilogo. Sono questi passaggi a fornire l'ambientazione di sfondo ai racconti: durante il primo viaggio interstellare tentato dall'uomo, un viaggio diretto verso Alpha Centauri che durerà più generazioni, i capi della spedizione si domandano come crescere i loro figli e cosa raccontare loro riguardo alle origini dell'esplorazione spaziale.

## Edizioni
- Poul Anderson, Le montagne volanti, traduzione di Roberta Rambelli, Il Libro d'Oro 1, Fanucci, 1978.
- Poul Anderson, Le montagne volanti, traduzione di Roberta Rambelli, Il Libro d'Oro 1, Fanucci, 1984.
- Poul Anderson, Le montagne volanti, traduzione di Roberta Rambelli, Urania Collezione 136, Mondadori, 2014.